# Phedon Papamichael
Phedon Papamichael, (en griego:  Φαίδων Παπαμιχαήλ)-(n. Atenas, Grecia, febrero de 1962) es un director de fotografía, director de cine, vídeos musicales y comerciales de televisión greco-estadounidense.
Es hijo de madre alemana y de padre griego que es el famoso escenógrafo Phedon Papamichael, que fue elegido para trabajar con John Cassavetes, motivo por el que se trasladó con sus padres a residir a Estados Unidos cuando tenía 6 años.
Años más tarde fue a Alemania, donde estudió se licenció en fotografía y bellas artes en el año 1982 por la Universidad de Múnich.
En 1988 pasó a trabajar en el cine, comenzando con la película Dance of the Damned en la que fue director de fotografía.
Luego en 1992 hizo su debut como director cinematográfico, dirigiendo la película Hiedra venenosa y en 1994 Dark Side of Genius.
En el 2000, pasó a ser miembro de la Sociedad Americana de Directores de Fotografía y en el mismo año recibió el premio a la mejor fotografía del Festival de Cine de Aviñón por la película, 27 Missing Kisses.
En 2007 dirigió la película From Within y en 2010 Arcadia perdida.
Actualmente está nominado a los Premios Óscar y BAFTA por su dirección fotográfica con la película Nebraska y está trabajando en la película dirigida y protagonizada por George Clooney.
También ha dirigido la fotografía de vídeos musicales para artistas de gran prestigio internacional como The Killers, U2 y de Kid Cudi, también comerciales de televisión para marcas como Volkswagen, Ouzo, Fujifilm, Barilla, Axis, SEAT, Lincoln, Allstate, Cisco Systems y los famosos anuncios de Nespresso protagonizados por George Clooney y Matt Damon.

## Filmografía

### Director de fotografía
- Dance of the Damned (1988)
- After Midnight (1988)
- Stripped to Kill II: Live Girls (1989)
- Nowhere to Run (1989)
- Cuando despierta la noche (1989)
- Prayer of the Rollerboys (1990)
- Body Chemistry (1990)
- Streets (1990)
- Doble atracción (1990)
- Trabbi Goes to Hollywood (1991)
- Poison Ivy (1992)
- Cool Runnings (1993)
- Wild Palms (1993)
- Dark Side of Genius (1994)
- Rusta – Planet der Tränen (1995)
- Unstrung Heroes (1995)
- White Dwarf (1995)
- Mientras dormías (1995)
- Unhook the Stars (1996)
- Phenomenon (1996)
- Bio-Dome (1996)
- MouseHunt (1997)
- The Locusts (1997)
- Patch Adams (1998)
- Willie Nelson at the Teatro (1998)
- 27 Missing Kisses (2000)
- The Million Dollar Hotel (2000)
- La pareja del año (2001)
- Moonlight Mile (2002)
- Ten Minutes Older (2002)
- Viel passiert – Der BAP-Film (2002)
- I Drink, I Gambled, and I Write: The Making of Barfi (2002)
- Who Killed the Idea? (2003)
- Identity (2003)
- Other Side of the Road (2003)
- Entre copas (2004)
- Mathilde (2004)
- El hombre del tiempo (2005)
- Walk the Line (2005)
- Lights 2 (2005)
- Men in Trees (2006)
- En busca de la felicidad (2006)
- Dame 10 razones (2006)
- 3:10 to Yuma (2007)
- W. (2008)
- Arcadia Lost (2009)
- Knight & Day (2010)
- The Ides of March (2011)
- Maniac (2011)
- Los descendientes (2011)
- This Is 40 (2012)
- Nebraska (2013)
- The Monuments Men (2014)
- Ford v Ferrari (2019)
- Daddio (2024)

### Director cinematográfico
- Sketch Artist (1992)
- Dark Side of Genius (1994)
- From Within (2008)
- Arcadia Lost (2009)
- Lost Angeles (2012)

#### Videoclips
- All These Things That I've Done de The Killers
- Electrical Storm de U2
- The First Time de U2
- Stuck in a moment you can't get out of de U2
- Maniac de Kid Cudi

## Premios y distinciones
Premios Óscar
| Año  | Categoría        | Película | Resultado |
| ---- | ---------------- | -------- | --------- |
| 2014 | Mejor fotografía | Nebraska | Nominado  |

Premios BAFTA
| Año  | Categoría        | Película | Resultado |
| ---- | ---------------- | -------- | --------- |
| 2013 | Mejor fotografía | Nebraska | Nominado  |

Sociedad Americana de Directores de Fotografía
| Año  | Categoría        | Película                  | Resultado |
| ---- | ---------------- | ------------------------- | --------- |
| 1994 | Mejor fotografía | Wild Palms                | Nominado  |
| 1996 | Mejor fotografía | Rusta – Planet der Tränen | Nominado  |

Camerimage
| Año  | Categoría        | Película                 | Resultado |
| ---- | ---------------- | ------------------------ | --------- |
| 2000 | Mejor fotografía | The Million Dollar Hotel | Nominado  |
| 2000 | Mejor fotografía | 27 Missing Kisses        | Nominado  |
| 2005 | Mejor fotografía | Walk the Line            | Nominado  |